# Aglaia tomentosa
Aglaia tomentosa är en tvåhjärtbladig växtart. Aglaia tomentosa ingår i släktet Aglaia och familjen Meliaceae.

## Underarter
Arten delas in i följande underarter:
- A. t. cordata
- A. t. kabaensis
- A. t. tomentosa